# Seán Lemass
Seán Francis Lemass (Dublín, 15 de juliol, 1899 – 11 de maig, 1971) fou un polític irlandès del Fianna Fáil i Taoiseach (Primer Ministre) de la República d'Irlanda del 1959 al 1966.
Lluità en l'aixecament de Pasqua de 1916 en la mateixa companyia que Eamon de Valera, i en la Guerra Civil Irlandesa va lluitar a Four Courts, raó per la qual fou internat en el Curragh. El 1928 fou elegit diputat pel Fianna Fáil, on fou mà dreta de De Valera. El 1959 fou nomenat taoiseach quan De Valera fou elegit president, fins a la seva mort el 1966 en un accident de cotxe. Fou el primer dirigent irlandès que va reunir-se amb un primer ministre d'Irlanda del Nord, Terence O'Neill.